# Angelo Garbizza
Angelo Garbizza, né au mois de mai 1777 à Montona en Istrie, mort le 4 mai 1813 à Trévise, est un dessinateur et un graveur italien du début du XIXe siècle.

## Biographie

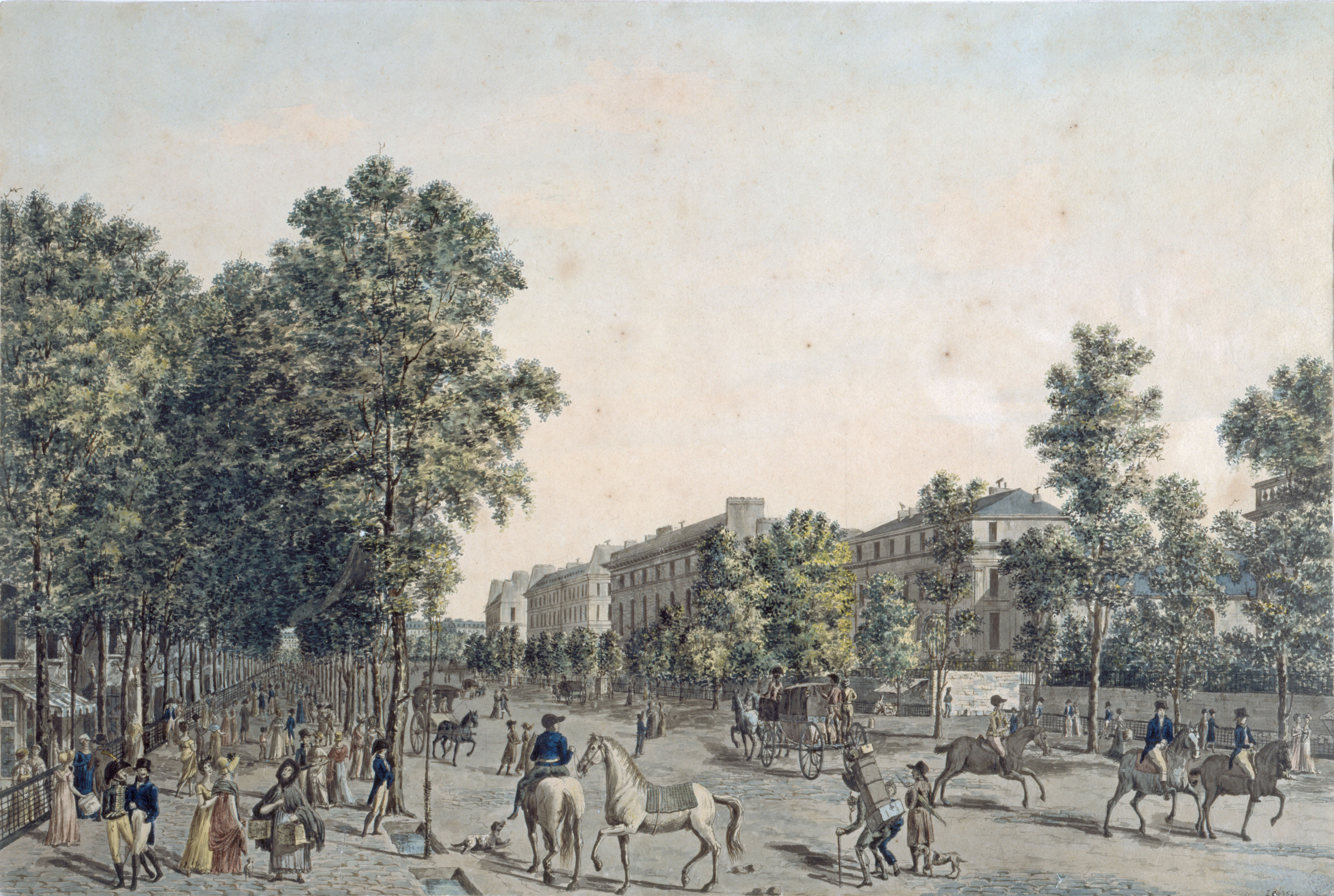
Les grands boulevards, actuels 2ème et 9ème arrondissements, dessin (vers 1799-1809, Musée Carnavalet).

Angelo Garbizza fut actif une dizaine d'années à Paris, où il dessina et fit graver un certain nombre de vues de la capitale.